# Hargrův mlýn
Hargrův mlýn (Harigmühle, Hargmühl) v Úterý v okrese Plzeň-sever je vodní mlýn, který stojí v severní části města na Úterském potoce. Od roku 2000 je chráněn jako nemovitá kulturní památka České republiky.

## Historie
Mlýn má barokní jádro. Počátkem 20. století byl přestavěn.

## Popis
Areál se skládá z obytné budovy s mlýnicí a samostatně stojícího zděného hospodářského křídla ve svahu.
Obytná budova na půdorysu písmene L má sedlovou a polovalbovou střechu. Zadní křídlo má kamennou podezdívku a roubené přízemí. Původní mlýnice je umístěná v suterénu. Střední díl je patrový s kamenným přízemím a šestiosou fasádou bez omítek. Z boku vybíhá křídlo s místnostmi valeně klenutými, v patře jsou stropy ploché, trámové.
Hospodářské křídlo vlevo od hlavní budovy má obvodovou cihelnou zeď s klasicistními motivy pocházející z počátku 20. století. Jeho suterén je klenutý. Hrázděná pila stojící samostatně za mlýnem má kamenný suterén.
K roku 1930 byla u mlýna v provozu pila; k témuž roku jsou uváděna 2 kola na vrchní vodu (spád 3,7/4,0 m, výkon 4,6/5,5 HP). Voda na vodní kolo vedla náhonem.